# Paris–Roubaix 1929

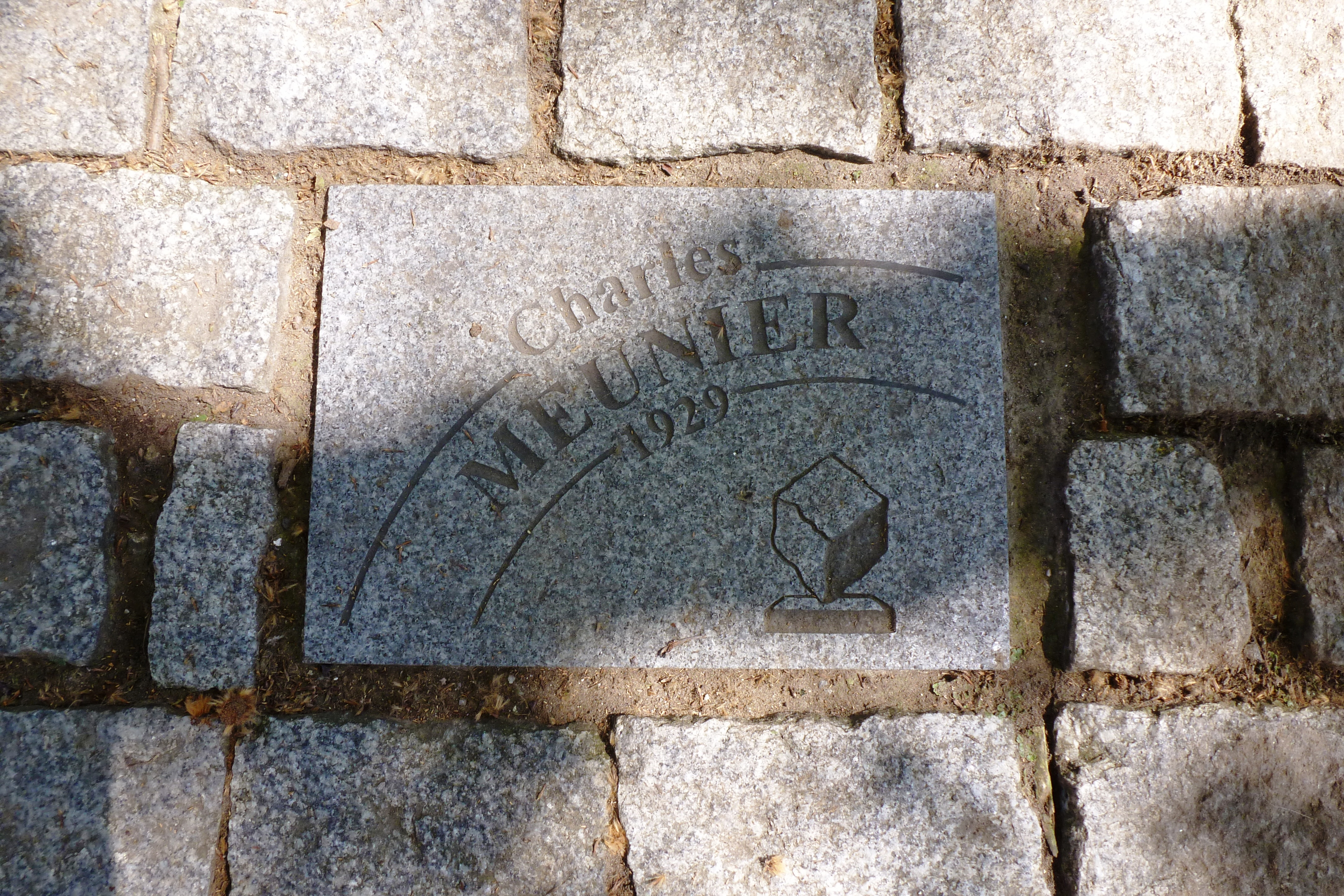
Pflasterstein für Charles Meunier auf der Allée Charles Crupelandt in Roubaix

Das Eintagesrennen Paris–Roubaix 1929 war die 30. Austragung des Radsportklassikers und fand am Sonntag, den 31. März 1929, statt.
Das Rennen ging von Le Vésinet aus über 260 Kilometer nach Wattrelos. 86 Rennfahrer starteten, von denen sich 25 platzieren konnten. Der Sieger Charles Meunier absolvierte das Rennen mit einer Durchschnittsgeschwindigkeit von 29,13 km/h.
Während des Rennens herrschte starker Gegenwind. Ziel des Rennens war nicht, wie in den Vorjahren, auf der Avenue des Villas in Roubaix, sondern das  Stade Amédée-Prouvost in Wattrelos, da die Organisatoren dafür Eintrittskarten hatten verkaufen wollen. Georges Ronsse, Gewinner des Jahres 1927, attackierte vor dem Ziel und zog Meunier und Aimé Déolet mit. Der Endspurt im Stadion fand auf einer unbefestigten Aschenbahn statt. Ronsse stürzte in der letzten Kurve, riss Déolot mit sich, und Meunier gewann das Rennen. Ronsse ging mit seinem defekten Rad zu Fuß ins Ziel. Erzürnte Zuschauer stürmten den Innenraum des Stadions, so dass die Offiziellen sich gezwungen sahen, das Stadion für die noch eintreffenden Fahrer zu schließen. Daher wurden 15 Fahrer auf den sechsten Platz gesetzt, und nach dem 25. wurde die Zeitnahme eingestellt.